# بيانات مفتوحة

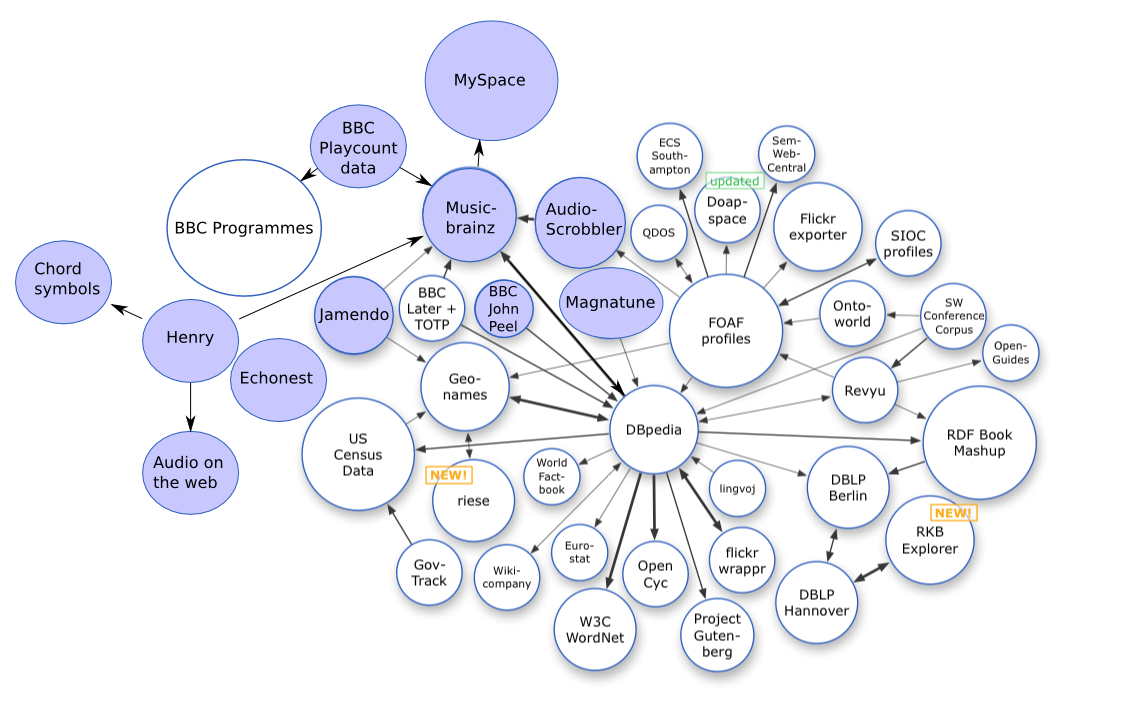

البيانات المفتوحة تعتمد فكرتها على أن كل البيانات يجب أن تكون متوفرة ومتاحة لاستخدام الجميع، وأن لكل شخص الحق قي إعادة نشرها بدون أي قيود تتعلق بخقوق الطباعة والنشر أو أي آليات سيطرة أخرى. إن هدف حركة البيانات المفتوحة مشابهة لأهداف حركات أخرى تهتم بحرية البيانات والمعلومات، مثل: المصدر المفتوح، الكيانات المادية المفتوحة، المحتوى المفتوح، التعليم المفتوح، مصادر التعليم المفتوحة، المعرفة المفتوحة، إتاحة وفتح إمكانية الوصول، العلوم المفتوحة، والشبكة المفتوحة. تزامن صعود حركة البيانات المفتوحة مع صعود حقوق الملكية الفكرية. تعود أصول الفلسفة الكامنة وراء البيانات المفتوحة إلى التقاليد الميرتونية في العلوم، ولكن مصطلح «بيانات مفتوحة» هو مصطلح حديثت، اكتسب شهرة وصدى متزايدا مع صعود الإنترنت والشبكة العنكبوتية العالمية. خاصة مع إطلاق مبادرات حكومية مفتوحة، مثل:Data.gov و Data.gov.uk . في الوطن العربي يوجد مبادرات حكومية مشابهة: في تونس OpenGovTN، ومنصة البيانات المفتوحة في السعودية. ويمكن اعتبار البيانات الحكومية المفتوحة من أهم البيانات المفتوحة حاصة في ظل ارتباطها بالحياة اليومية للمواطنين.
فتح البيانات المحددة
مصطلح «البيانات المفتوحة» له معنى دقيق للغاية. تكون البيانات أو المحتوى مفتوحًا إذا كان لأي شخص حرية استخدامه أو إعادة استخدامه أو إعادة توزيعه، مع مراعاة التدابير التي تحافظ على المصدر والانفتاح على الأكثر.

## أبعاد انفتاح البيانات
لها بعدين فيجب أن تكون البيانات مفتوحة قانونًا، مما يعني أنه يجب وضعها في المجال العام أو وفقًا لشروط الاستخدام الليبرالية مع وجود قيود قليلة، ويجب أن تكون البيانات مفتوحة تقنيًا، مما يعني أنه يجب نشرها بتنسيقات إلكترونية قابلة للقراءة آليًا وغير مملوكة، حتى يتمكن أي شخص من الوصول إلى البيانات واستخدامها باستخدام أدوات برمجية متاحة مجانًا. يجب أن تكون البيانات متاحة للجمهور ويمكن الوصول إليها على خادم عام، دون قيود كلمة المرور أو جدار الحماية. لتسهيل البحث عن البيانات المفتوحة، تقوم معظم المؤسسات بإنشاء وإدارة كتالوجات البيانات المفتوحة.

## فتح تراخيص البيانات
تستخدم المنظمات والحكومات تراخيص البيانات المفتوحة لتوضيح الشروط التي يمكن بموجبها استخدام بياناتها. تتضمن العديد من التراخيص إصدارًا موجزًا، يهدف إلى إيصال أهم المفاهيم لجميع المستخدمين، وإصدارًا مفصلاً يوفر الأساس القانوني الكامل. الامثله تشمل:
تراخيص قياسية قابلة لإعادة الاستخدام مصممة لتوفير شروط استخدام متسقة ومعترف بها على نطاق واسع؛ على سبيل المثال، المشاع الإبداعي، وخاصة CC-By و CC0 ، وكذلك رخصة قاعدة البيانات المفتوحة. إن ربط البيانات بـ CC0 هو في الأساس وضعه في المجال العام.
الحكومات والمنظمات الدولية التي طورت تراخيص مخصصة، مثل ترخيص الحكومة البريطانية المفتوحة، وشروط استخدام البنك الدولي، ورخصة الحكومة الفرنسية أووفيرت.
يمكن أن توفر التراخيص القياسية العديد من المزايا على التراخيص المفصلة، بما في ذلك زيادة الاعتراف بين المستخدمين، وزيادة قابلية التشغيل البيني، وزيادة سهولة الامتثال.
فالبيانات المفتوحة هي معلومات رقمية مرخصة بطريقة تكون متاحة لأي شخص، مع بعض الشروط. وعادةً ما تكون عامة أو مفتوحة أو منسوبة. بما يعني انها بيانات أو محتويات مجانية للأستخدام وموزعة تندرج تحت فكرة البيانات المفتوحة.
التعمق اكتر هو من يجيب على سؤال ما هي البيانات المفتوحة؟.
إن الفلسفة الكامنة وراء البيانات المفتوحة هي الطريقة العلمية التي تعتمد على الابحاث الحالية لتطوير اختراقات تساعد في النهاية البشر والكوكب الذي نتشاركه. ومن الامثلة التي تتضمن البيانات المفتوحة هي: اولاً: البيانات المالية الحكومية، معلومات الاسهم التي يشاهدها العالم تتدفق على ملف الأخبار، أيضا احصائيات بيانات السوق التي يُمكن العالم الوصول اليها عبر محرك البحث. ان تبادل المعرفة يسمح بتشتت السلطة بطريقة تقيد الكثيرين وليس القلة وهذا هو الاساس الفلسفي وراء مفهوم البيانات المفتوحة. في المقابل، غالباً ما تقيد البيانات المغلقة الاستخدام، وتربطها للترخيص بسبب اعتبارات الامان أو الخصوصية. يمكن ان يتضمن مثال البيانات المغلقة معلومات مالية لا يمكن الوصول اليها الا بواسطة المالك. يمكن ان يشمل ذلك بيانات مبيعات المستهلك الخاصة بشرك هادفة للربح أو معلومات المستهلك أو الشركة التي تعتبر «حساسة».
اما بالنسبة لاعتبار البيانات المفتوحة ذات قيمة؛ ذلك لأن التكنولوجيا اتاحت للبشر التقاط البيانات بطرق واحجام لم يتخيلها الكثير من العالم، فمثلاً: ادوات تحليل البيانات المتطورة تتيح للعالم بشكل متزايد تحليل البيانات بطرق جديدة لاكتشاف الاتجاهات والنتائج التي شكلت القرارات التجارية الهامة، ايضاً تتيح هذه الادوات رؤية الاتصالات بين البيانات التي لم يتم استكشافها مطلقاً. ومن الفوائد الأكثر شيوعاً للبيانات المفتوحة: *-التمكين- حيث ان البيانات المفتوحة يمكن أن تسمح للأفراد بإجراء البحوث الخاصة بهم مما يؤدي إلى تغييرات سلوكية تحسن صحتهم، كانت البيانات المفتوحة الموجودة على الإنترنت أداة رائعة لتعليم وتمكين أنماط شراء المستهلك. ويؤثر الوصول إلى البيانات المفتوحة على اتخاذ القرارات الشخصية من خلال تمكين الأفراد من جمع كل الحقائق قبل اتخاذ أي إجراء.